# Circondario di Lipsia
Il circondario di Lipsia (in tedesco Landkreis Leipzig) è un circondario della Sassonia, in Germania.
Il capoluogo è Borna, il centro maggiore Markkleeberg. La città di Lipsia, che dà il nome al circondario, non ne fa parte.
Fiumi maggiori sono la Mulde, il Pleiße ed il Elster Bianco.

## Storia
È stato creato il 1º agosto 2008 dall'unione dei circondari di Leipziger Land e Muldentalkreis.

## Geografia antropica
(Tra parentesi i dati della popolazione al 31 dicembre 2022)

### Città
1. Bad Lausick (8 191)
2. Böhlen (6 776)
3. Borna, (grande città circondariale) (19 470)
4. Brandis (9 676)
5. Colditz (8 381)
6. Frohburg (12 305)
7. Geithain (6 797)
8. Grimma (grande città circondariale) (28 205)
9. Groitzsch (7 551)
10. Kitzscher (5 182)
11. Markkleeberg (grande città circondariale) (24 523)
12. Markranstädt (16 132)
13. Naunhof (8 839)
14. Pegau (6 561)
15. Regis-Breitingen (3 796)
16. Rötha (6 516)
17. Trebsen/Mulde (3 762)
18. Wurzen (grande città circondariale) (16 614)
19. Zwenkau (9 332)

### Comuni
1. Belgershain (3 380)
2. Bennewitz (5 101)
3. Borsdorf (8 195)
4. Elstertrebnitz (1 296)
5. Großpösna (5 508)
6. Lossatal (6 178)
7. Machern (6 767)
8. Neukieritzsch (6 926)
9. Otterwisch (1 380)
10. Parthenstein (3 545)
11. Thallwitz (3 544)

### Comunità amministrative
Di seguito sono riportate le comunità amministrative (Verwaltungsgemeinschaft) con i rispettivi comuni membri delle comunità:
- Verwaltungsgemeinschaft Bad Lausick: Bad Lausick e Otterwisch
- Verwaltungsgemeinschaft Geithain: Geithain e Narsdorf
- Verwaltungsgemeinschaft Naunhof: Belgershain, Naunhof e Parthenstein
- Verwaltungsgemeinschaft Pegau: Elstertrebnitz, Kitzen e Pegau
- Verwaltungsgemeinschaft Rötha: Espenhain e Rötha